# Peponapis melonis
Peponapis melonis är en biart som först beskrevs av Heinrich Friese 1925.  Peponapis melonis ingår i släktet Peponapis och familjen långtungebin. Inga underarter finns listade i Catalogue of Life.